# 田村淳のBUSINESS BASIC
『田村淳のBUSINESS BASIC』（たむらあつしのビジネスベーシック）は、2016年4月10日より日曜23:00〜23:30にBSテレ東にて放送されている経済報道番組。ロンドンブーツ1号2号の田村淳の冠番組である。
主に30代〜50代のビジネスマンをメインターゲットにした番組で、各業界のトップランナーと、今注目される新進企業が、新たなビジネス創出を目指すべく公開討論を行う。

## 出演者
- 田村淳（ロンドンブーツ1号2号）
- 須黒清華（テレビ東京アナウンサー）

ほか

## 放送一覧
| 放送年         | 放送日                             | テーマ                                        | ゲスト ※社名・肩書きは出演当時 |
| 2016年         | 4月10日～5月22日 （全7回）         | 地方創生〜インバウンド戦略〜                  | 井上慎一（Peach Aviation株式会社 代表取締役CEO） 熊本浩志（amadana株式会社 代表取締役社長） 谷合隆 （三重県庁 雇用経済部観光局次長） 小泉文明（株式会社メルカリ 取締役） |
| 2016年         | 5月29日～7月31日 （全10回）        | 地方創生～地域力の復活～                      | 黒川健太 （株式会社生産者直売会のれん会 社長） 太刀川瑛弼（NOSIGNER株式会社 代表） 正能茉優 （株式会社ハピキラFACTORY） 山本峰華 （株式会社ハピキラFACTORY） 前田裕二 （SHOWROOM株式会社 社長） |
| 2016年         | 8月7日～8月28日 （全4回）          | インバウンド・ジャパン                        | 高岡謙二（エクスポート・ジャパン株式会社 代表取締役CEO） 設楽洋（株式会社ビームス 代表取締役社長） 宋文洲（ソフトブレーン株式会社 創業者） |
| 2016年         | 9月4日～9月25日 （全10回の4回）    | 変革の時代のニュービジネスモデル              | 近藤正充（ソフトバンク株式会社 サービスプラットフォーム戦略開発本部担当部長） 米山久 （株式会社エー・ピーカンパニー 代表取締役社長） 甲田恵子（株式会社AsMama 代表取締役社長・CEO） 稲田雅彦（株式会社カブク 代表取締役CEO） 菅原千遥（株式会社エブリー DELISH KITCHEN編集長） 小泉文明（株式会社メルカリ 取締役）                   |
| 2016年         | 10月2日                            | 特別編                                        | |
| 2016年         | 10月9日                            | 特別編                                        | 小野里晃（LOGSTAR CEO） 杉江理（WHILL株式会社 CEO） 校條浩（Net Service Venturesマネージング・パートナー） 上山美紀（フローリスト/Nest Designsオーナー/元福島テレビアナウンサー） 上杉周作（EdSurgeエンジニア） 丸山良幸（サンフランシスコのミシュラン推奨4店舗の共同オーナー・シェフ） 島悠里（ワインライター／NY州弁護士）         |
| 2016年         | 10月16日                           | 特別編                                        | 琴章憲（WiL パートナー） 古賀洋吉（Drivemode CEO） 大塚剛司（N3TWORK エグゼクティブプロデューサー） 渡辺千賀（Blueshift Global Partners 社長） 浅子信太郎（DeNA West CEO） 山本帆介（サンフランシスコバレエ団） |
| 2016年         | 10月23日～11月27日 （全10回の6回） | 変革の時代のニュービジネスモデル              | 近藤正充（ソフトバンク株式会社 サービスプラットフォーム戦略開発本部担当部長） 米山久 （株式会社エー・ピーカンパニー 代表取締役社長） 甲田恵子（株式会社AsMama 代表取締役社長・CEO） 稲田雅彦（株式会社カブク 代表取締役CEO） 菅原千遥（株式会社エブリー DELISH KITCHEN編集長） 小泉文明（株式会社メルカリ 取締役） ※2回目            |
| 2016年～2017年 | 12月4日～1月29日 （全8回）         | 地方の“勝ち組”企業                            | 桜井博志（旭酒造 会長） 坪内知佳（萩大島船団丸 代表） 宮田昌彦（朝日インテック 代表取締役） 久世良三（サンクゼール 代表取締役） 市橋人士（山口工芸 代表取締役） 吉田基晴（サイファー・テック 代表取締役） |
| 2017年         | 2月5日～3月26日 （全8回）          | 就活セッション                                | 藤森健至 （三越伊勢丹 グループ人財本部） 金子瑠衣 （三越伊勢丹 婦人・子供統括部） 堀井利江 （花王カスタマーマーケティング 人財開発部門） 坂口雅紀 （花王カスタマーマーケティング チェーンストア部） 鷲塚智紀 （JTB 人事部） 石川恵理 （JTB トラベルゲート有楽町） 伊勢谷光彦（日本航空 人財本部） 杉浦凱 （日本航空 客室品質企画部） |
| 2017年         | 4月2日～5月28日 （全9回）          | 変革の時代のニュービジネスモデル              | 豊田剛一郎（株式会社メドレー 代表取締役医師） 林和人 （株式会社ワンタップバイ 代表取締役社長） 中山亮太郎（株式会社サイバーエージェント・クラウドファンディング 代表取締役社長） 山川博功 （株式会社ビィ・フォアード 代表取締役） |
| 2017年         | 6月4日～7月30日 （全9回）          | ライフスタイルを変える最新ビジネス            | 井下孝之（株式会社ホワイトプラス 代表取締役社長） 三原邦彦（株式会社ビースタイル 代表取締役会長） 小林泰士（株式会社マーケットエンタープライズ 代表取締役社長） 藤田修二（ソニー株式会社 新規事業創出部 OE事業室 統括課長） |
| 2017年         | 8月6日～8月20日 （全3回）          | ポスト爆買い 次なるインバウンド戦略           | 村山慶輔（株式会社やまとごころ 代表取締役 インバウンド戦略アドバイザー） 稲増佑子（株式会社トキ 代表取締役） 佐藤丈彦（イーベイ・ジャパン株式会社 代表取締役社長） |
| 2017年         | 8月27日～10月22日 （全9回）        | 進化・変態・発展する最新企業ビジネス          | 小池利和（ブラザー工業株式会社 代表取締役社長） 鵜澤武雄（株式会社吉野家 上席執行役員 企画本部本部長） 萩原雅裕（ワークスモバイルジャパン株式会社 プロダクトセールスサポート統括） 南章行 （株式会社ココナラ 代表取締役社長） |
| 2017年         | 10月29日～12月24日 （全9回）       | 女性目線のビジネスが世界を変える              | 岩崎裕美子（株式会社ランクアップ 代表取締役） 嘉戸彩乃 （株式会社LINEモバイル 代表取締役社長） 田中秀子 （株式会社博水社 代表取締役社長） 西浦明子 （軒先株式会社 代表取締役） |
| 2018年         | 1月7日                             | ビジネス最前線                                | 林和人 （株式会社ワンタップバイ 代表取締役社長） |
| 2018年         | 1月14日                            | ビジネス最前線                                | 山川博功（株式会社ビィ・フォアード 代表取締役） |
| 2018年         | 1月21日                            | ビジネス最前線                                | 菅原千遥（株式会社エブリー DELISH KITCHEN編集長） |
| 2018年         | 1月28日                            | ビジネス最前線                                | 三原邦彦（株式会社ビースタイル 代表取締役会長） |
| 2018年         | 2月4日～4月1日 （全8回）           | 就活セッション                                | 桑名朝子 （東京ガス株式会社 人事部） 上田セシリア（アマゾンジャパン合同会社 人事部） 日高善成 （朝日インテック株式会社 人事部） 竹舛啓介 （サントリーホールディングス株式会社 人事部） |
| 2018年         | 4月8日～6月3日 （全8回）           | 「スマホファースト」から「スマホALL」の時代へ | 白井明子（株式会社ローソン プロモーション部シニアマネージャー） 林和人 （株式会社ワンタップバイ 代表取締役社長） 相川直視（ウォンテッドリー株式会社 リードエンジニア） 光本勇介（株式会社バンク 代表取締役CEO）） |
| 2018年         | 6月10日～6月17日 （全2回）         | eコマース戦国時代！                           | 金子洋平（株式会社ヤプリ マーケティング エバンジェリスト） 古屋智久（GMOメイクショップ株式会社 取締役 MakeShop事業担当） 張本貴雄（CROOZ SHOPLIST株式会社 代表取締役社長） |
| 2018年         | 6月24日～8月12日 （全8回）         | ライフスタイルを変えるビジネス                | 諏訪正樹 （オムロン サイニックエックス株式会社 代表取締役社長 兼 所長） 小田嶋Alex太輔（株式会社EDGEof 代表取締役共同経営責任者） 中村利江 （夢の街創造委員会株式会社 代表取締役社長） |
| 2018年         | 8月19日～9月30日 （全7回）         | AI最前線 企業は日本をこう変える！             | 三竹保宏（NTTコミュニケーションズ AI推進室室長） 中田尋経（シャープ IoTクラウド事業部長） 橋本文行（富士通 AIサービス事業部長） 石川大輔（サイバーエージェント AIメッセンジャー代表） |
| 2018年         | 10月7日～10月28日 （全4回）        | ソーシャルメディアで起こす“次なる一手”        | 白井明子（株式会社ローソン プロモーション部シニアマネージャー） 古岸和樹（株式会社Candee 代表取締役社長 CEO） 吉田卓郎（株式会社ログバー CEO） |
| 2018年         | 11月4日～11月25日 （全4回）        | eコマースで新ビジネスを生み出せ               | 向畑憲良（GMOメイクショップ株式会社） 稲田雅彦（株式会社カブク） 横須賀健（株式会社サニーワークス） |
| 2018年         | 12月2日～                          | スマートシティ最前線                          | 中馬和彦（KDDI株式会社 ビジネスインキュベーション推進部 部長） 阿久津智紀（JR東日本スタートアップ株式会社 マネージャー） 中村亜由子（eiicon company 代表/Founder） |